# Wilajet samarkandzki
Wilajet samarkandzki (uzb. Samarqand viloyati / Самарқанд вилояти) – jeden z 12 wilajetów Uzbekistanu. Znajduje się w centralnej części kraju.